# JT杯星座囲碁選手権戦
JT杯星座囲碁選手権戦（JTはいせいざいごせんしゅけんせん）は、日本の囲碁の棋戦。1995年（平成7年）開始、1999年第5期までで終了。棋士の誕生日の星座別に分けて予選を行い、本戦出場者を決めるというユニークな方式で行われた。
- 主催 日本たばこ産業

## 方式
- 出場者は、日本棋院の棋士の星座別のトーナメントの優勝者12名、前期優勝者、棋聖・名人・本因坊・十段・天元・王座タイトル者6名、関西棋院6名、残りは星座別トーナメント準優勝者から抽選で7名（第1期は8名）の、計32名。不足の場合は富士通杯、碁聖、賞金ランキング順で選ぶ。
- トーナメント方式で行う。
- 決勝戦は一番勝負。後半部から公開対局で行われる。
- コミは5目半。
- 持時間は、予選は各1時間、本戦は各2時間。決勝は残り1分から秒読み。

## 歴代優勝者と決勝戦
（左が優勝者）
1. 1995年 王立誠 - 趙治勲
2. 1996年 趙治勲 - 中小野田智巳
3. 1997年 依田紀基 - 柳時熏
4. 1998年 加藤充志 - 趙治勲
5. 1999年 大竹英雄 - 石田芳夫

各星座優勝者
| 回次 | 年度 | 牡羊座   | 牡牛座   | 双子座   | 蟹座     | 獅子座   | 乙女座   | 天秤座   | 蠍座     | 射手座   | 山羊座   | 水瓶座     | 魚座     |
| ---- | ---- | -------- | -------- | -------- | -------- | -------- | -------- | -------- | -------- | -------- | -------- | ---------- | -------- |
| 1    | 1995 | 趙善津   | 西村慶二 | 青木紳一 | 石田篤司 | 羽根直樹 | 泉谷英雄 | 石井衛   | 日高敏之 | 宮沢吾朗 | 酒井猛   | 佐藤文俊   | 小杉清   |
| 2    | 1996 |          |          |          |          |          |          |          |          |          |          |            |          |
| 3    | 1997 | 大垣雄作 | 大竹英雄 | 久島国夫 | 羽根泰正 | 片岡聡   | 小林光一 | 杉内雅男 | 王銘琬   | 宮沢吾朗 | 金島忠   | 橋本雄二郎 | 彦坂直人 |
| 4    | 1998 | 趙善津   | 高梨聖健 | 春山勇   | 三村智保 | 加藤充志 | 蘇耀国   | 森田道博 | 高尾紳路 | 広江博之 | 武宮正樹 | 金秀俊     | 植木善大 |
| 5    | 1999 | 小林覚   | 大竹英雄 | 三王裕孝 | 石田篤司 | 石田芳夫 | 山下敬吾 | 後藤俊午 | 王銘琬   | 宮沢吾朗 | 張栩     | 金秀俊     | 小林健二 |

第1期は王立誠が、3度目の早碁棋戦優勝。第3期は十段・碁聖の依田と、天元・王座の柳時熏の二冠同士の決勝となった。

## 注目局
「加藤充志初タイトル」第4期決勝戦 加藤充志-趙治勲(先番) 1998年3月14日
第4期は当時棋聖・名人・本因坊の大三冠の趙治勲と、趙と初対局となる新鋭加藤充志の決勝戦となった。先番趙が上辺で実利を稼いで優勢となり、白は中央の眼の無い大石に狙いを定める。黒は1(163手目)から5と切断して攻め合いに出たが、白6、8が好手で二眼活き、大石を仕留めて196手まで中押勝、加藤の棋戦初優勝となった。